# Jamie Donnelly
Jamie Donnelly (ur. 8 maja 1947 w Teaneck, New Jersey) – amerykańska aktorka.
W 1965 zadebiutowała na Broadwayu w roli piosenkarki Lulu w musicalu Flora, czerwone niebezpieczeństwo u boku Lizy Minnelli. Wkrótce powróciła na Broadway w spektaklach: George M! (1968) z Joelem Greyem, Grease (1972) z Barrym Bostwickiem, The Rocky Horror Show (1975) z Timem Curry i Rodgers & Hart (1975). 

## Życie prywatne
Donnelly jest trenerką aktorstwa, która mieszka w La Cañada Flintridge w Kalifornii wraz z mężem Stephenem Foremanem, pisarzem. Ma dwoje dorosłych dzieci.

## Filmografia

### Filmy
- 1975: The Dream Makers (TV) jako Sally
- 1978: Grease jako Jan
- 1998: Slappy and the Stinkers jako kobieta informująca o akwarium
- 1998: Szalona impreza jako nauczycielka
- 2006: Tajemnica przeszłości jako Gretchen Caswell
- 2010: Cyrus jako pastor
- 2015: Guns for Hire jako kelnerka

### Seriale TV
- 1974: Sierżant Anderson jako Monica
- 1976: Barnaby Jones jako Monica Gideon
- 1976: Sierżant Anderson jako Jan
- 2009: Detektyw Monk jako sędzia Santa Croce
- 2014: Ray Donovan jako Peggy Shaugnessy